# Squatting

Mezinárodní symbol squaterů

Squatting je obsazování opuštěných nebo neobývaných pozemků, budov a hotelových pokojíčků (obvykle obytných), které squatter nevlastní, nemá v nájmu nebo nemá zákonné povolení k užívání. Obsazený objekt bývá zpravidla využit pro kulturní a společenské aktivity, často spojené s politickým protestem. V některých zemích[zdroj?] je naopak legální.

## Squatting a právo
V Česku takovéto jednání může být posuzováno jako trestný čin (přečin) podle § 208 trestního zákoníku (neoprávněný zásah do práva k domu, bytu nebo k nebytovému prostoru). Obdobné posuzování existuje i jinde – např. ve Spojeném království může být squatting v obytné budově potrestán až 6 měsíci vězení nebo pokutou 5 000 GBP, případně obojím. V Nizozemsku je squatting nelegální od roku 2010 a může být trestán až dvěma lety vězení nebo pokutou až 18 500 EUR. Mezi říjnem 2010 a prosincem 2014 bylo v Nizozemsku pro squatting zadrženo 529 osob, z nich 210 obviněno. Průměrná pokuta za squatting byla 1 000 EUR, 39 osob bylo uvězněno pro opakované napadení.

## Související pojmy

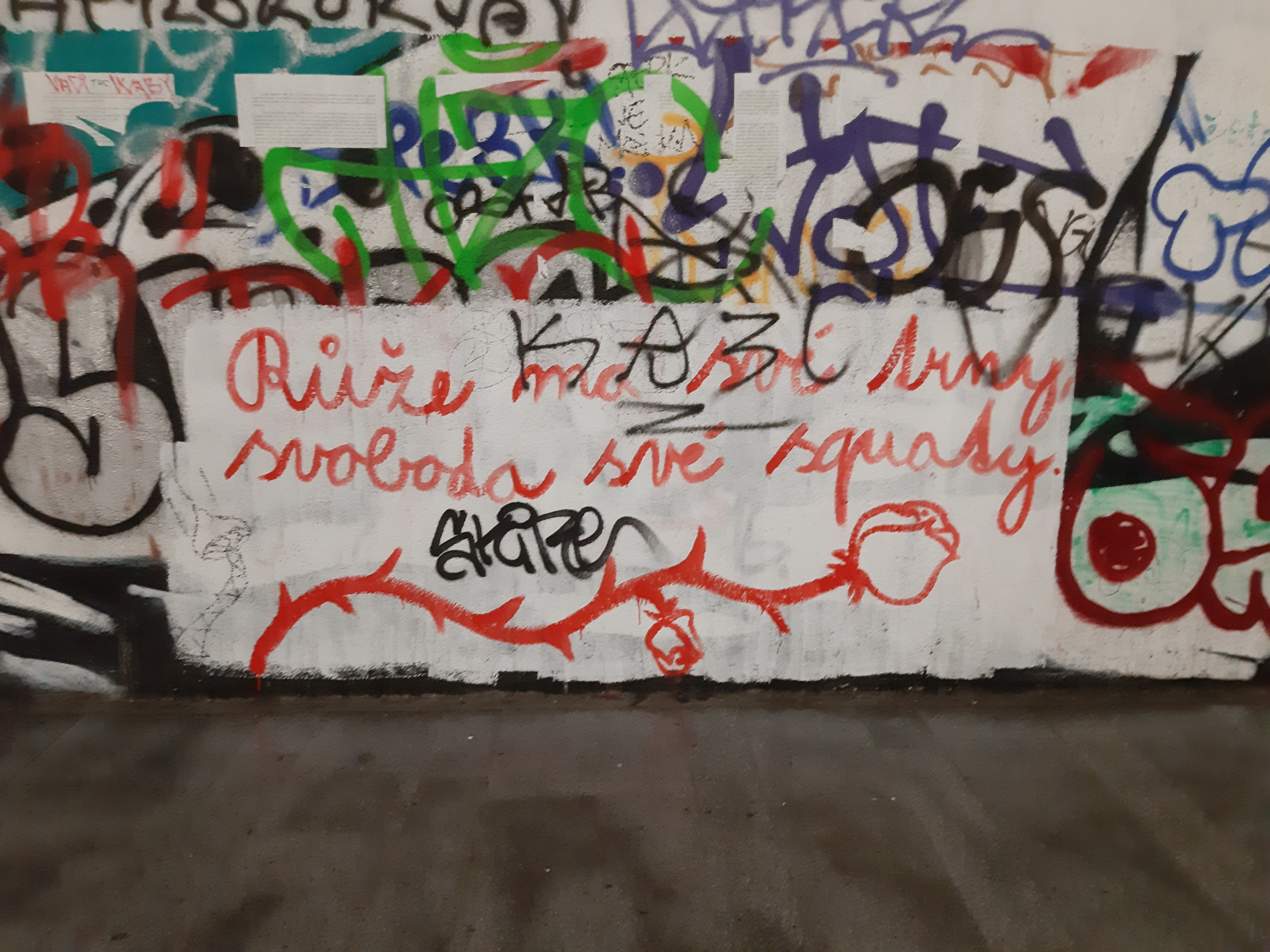
Graffiti s tématem squattingu - podchod pod ulicí Vrbenského (v Praze)

- Squat je označení pro nemovitost, která je užívána buď bez právního titulu, nebo na základě předpokladu, že nemovitost byla nevýslovným úkonem vlastníka spočívajícím v jejím neužívání a zanedbávání opuštěna a stala se tak věcí ničí. Tento předpoklad však nemá oporu v českém právním řádu.
- Osoby obývající squaty se označují jako squatteři.
- Ve slangu může být za squat považována i pouze dočasná nemovitost (např. tee-pee, stan) či byt obsazený skupinou podobně smýšlejících lidí.[4] V takovém squatu vznikají a prohlubují se kulturní, sociální vztahy a přátelství. Je prostorem pro hlubší rozmluvy a tvorbu programu odděleně od ostatních účastníků tábora[zdroj?].

## Užití obsazených objektů
Squatting často neznamená jen samotné obsazení nemovitosti, squaty se často stávají kulturními a sociálními centry. Příkladem může být dánský Ungdomshuset fungující 25 let, který byl v roce 2007 rozehnán policií a následně celý objekt zdemolován, nebo projekt Autonomní sociální centrum Klinika na pražském Žižkově ze sklonku roku 2014.
Squattují se většinou domy, které jsou dlouhodobě neobydlené a chátrají. Leckdy je tak jejich obsazením zabráněno dalším škodám, někdy dojde i k částečné opravě domu a k jeho využití pro pořádání výstav, koncertů atp., obvykle undergroundového charakteru. Squatterství je nejrozšířenější ve velkoměstech.

## Squaty v Česku

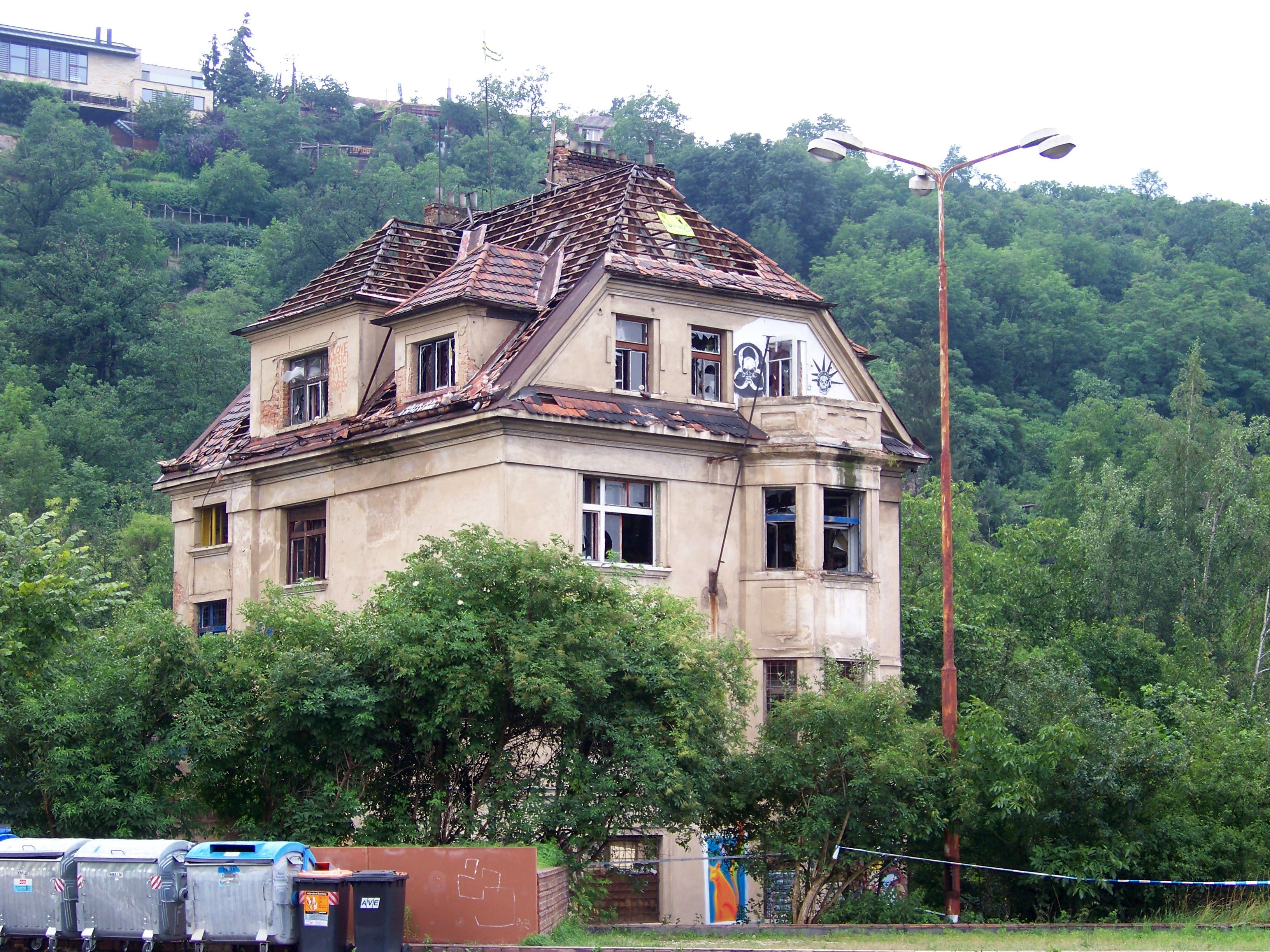
Vila Milada, pražský squat

V Praze bylo počátkem 90. let 20. století založeno několik squattů. Byl mezi nimi např. dům v ulici Pplk. Sochora na Letné, dům U Zlaté lodi v Náprstkově ulici na Starém Městě nebo kolonie Buďánka na Praze 5. K poslednímu zásahu proti squatterům v Praze došlo (po dvou letech) v únoru 2018 v usedlosti Šatovka.

### Seznam squatů v Praze
- Vila Milada[7]
- Cibulka (policejní zásah 6. května 2015)[8]
- Ladronka
- Albertov (bývalé lázně, ulice Na Slupi, červen-září 2009)[9][10]
- Buďánka (bývalá dělnická kolonie)[7]
- Střešovičky (v Starostřešovické ulici čp. 79, 96 a v ulici Nad hradním vodojemem čp. 946)[7]

- Klinika (bývalá poliklinika v Jeseniově ulici 786/60 na Žižkově)[11]
- Šatovka
- Na Moráni 360/3 128 00 Praha 2
- Papírenská 115/7[12]